# Macrolepidoptera
Macrolepidoptera е полифилетична група едри пеперуди – част от традиционното разделяне на „малки“ и „големи“ пеперуди – Microlepidoptera (молци) и Macrolepidoptera. Това разделяне не е филогенетично, т.е. не отразява родствените връзки между пеперудите, но продължава да се използва по прагматични причини. В Macrolepidoptera се включват всички Дневни пеперуди, както и някои семейства едри Нощни пеперуди (Macroheterocera и някои други).

## Включвани семейства
Macrolepidoptera произлизат от молците и затова молците представляват парафилетична група. В първоначалното си схващане, Macrolepidoptera също не е била монофилетична. С малки изменения към това традиционно схващане за Macrolepidoptera, някои автори са опитвали да получат монофилетична група. Но най-новите филогенетични проучвания показват, че това е невъзможно, тъй като „едрите нощни пеперуди“ и Дневните пеперуди (Rhopalocera) не са близкородствени. И все пак се оказва, че по-голямата част от „едрите нощни пеперуди“ образуват монофилетична група наречена Macroheterocera, така че Macrolepidoptera може да се разглежда като полифилетичен сбор от двата монофилетични клона Rhopalocera и Macroheterocera и няколко други семейства. Тук са изброени 31 семейства обикновено включвани в Macrolepidoptera.

### Дневни пеперуди
- Rhopalocera – Дневни пеперуди
  - Papilionoidea
    - Hesperiidae
    - Lycaenidae
    - Nymphalidae
    - Papilionidae
    - Pieridae
    - Riodinidae

  - Hedyloidea
    - Hedylidae

### Macroheterocera
- Macroheterocera „големи нощни пеперуди“
  - Mimallonoidea
    - Mimallonidae

  - Drepanoidea
    - Epicopeiidae
    - Drepanidae

  - Noctuoidea
    - Oenosandridae
    - Doidae
    - Notodontidae
    - Micronoctuidae
    - Noctuidae

  - Geometroidea
    - Sematuridae
    - Uraniidae
    - Geometridae

  - Lasiocampoidea
    - Anthelidae
    - Lasiocampidae

  - Bombycoidea
    - Eupterotidae
    - Bombycidae
    - Endromidae
    - Mirinidae
    - Saturniidae
    - Carthaeidae
    - Lemoniidae
    - Brahmaeidae
    - Sphingidae

### Други
Други семейства включвани обикновено в Macrolepidoptera, но не попадащи в горните два клона, са Axiidae и Callidulidae.